# 格雷布斯-宁多夫
格雷布斯-宁多夫是德国梅克伦堡-前波莫瑞州的一个市镇。总面积31.17平方公里，总人口662人，其中男性333人，女性329人（2011年12月31日），人口密度21人/平方公里。